# Chamaedorea rhizomatosa
Chamaedorea rhizomatosa är en enhjärtbladig växtart som beskrevs av Donald R. Hodel. Chamaedorea rhizomatosa ingår i släktet Chamaedorea och familjen Arecaceae. Inga underarter finns listade i Catalogue of Life.